# Lễ cưới của Vương tử Edward và Sophie Rhys-Jones
Lễ cưới của Vương tử Edward, Bá tước xứ Wessex và Sophie Rhys-Jones đã diễn ra vào ngày 19 tháng 6 năm 1999 ở Nhà thờ St George tại Lâu đài Windsor. Con út của Nữ vương, Edward, đã được phong Bá tước xứ Wessex và Tử tước xứ Severn vài giờ trước buổi lễ.

## Gặp nhau
Vương tử Edward, con út của Elizabeth II, đã gặp Sophie Rhys-Jones tại một sự kiện quần vợt vào năm 1993. Vương tử Edward đã công bố đính hôn với Sophie vào ngày 06 Tháng 1 năm 1999. Edward đính hôn Sophie với một chiếc nhẫn đính hôn tinh tế 2-karat kim cương hình bầu dục, hai bên là hai hình trái tim đá quý bằng vàng trắng 18-karat. Chiếc nhẫn đính hôn này được thực hiện bởi Asprey và Garrard (nay Garrard & Co) và nó là giá trị ước tính khoảng £ 105.000.

## Lễ cưới
Đám cưới đã diễn ra tại Chapel St George, Windsor Castle. Vì đây không phải là sự kiện quan trọng nên Thủ tướng Anh Tony Blair và các chính trị gia khác không được mời. Thay vì váy, đôi vợ chồng yêu cầu khách tham dự mặc áo màu tối và không đội mũ để phản ánh mong muốn của mình cho một đám cưới hoàng gia mật hơn.

## Phát sóng
Buổi phát sóng trực tiếp truyền hình của hôn lễ thu hút ước tính 200 triệu người xem từ khắp nơi trên thế giới.

## Khách mời
Hôn lễ có sự tham dự của 550 đến 560 khách.

### Họ nhà trai
- Her Majesty Nữ vương Elizabeth II[4] and His Royal Highness Công tước xứ Edinburgh[4]
- Her Majesty Thái hậu Elizabeth[4]
- His Royal Highness Charles, Thân vương xứ Wales (hiện là Charles III)

- His Royal Highness Vương tôn William xứ Wales
- His Royal Highness Vương tôn Harry xứ Wales

- His Royal Highness Công tước xứ York

- Her Royal Highness Vương tôn nữ Beatrice xứ York
- Her Royal Highness Vương tôn nữ Eugenie xứ York

- Her Royal Highness Anne, Vương nữ Vương thất and Cmdr. Timothy Laurence[4]

- Peter Phillips
- Zara Phillips

- Her Royal Highness Vương nữ Margaret, Bá tước phu nhân xứ Snowdon[8]

### Họ nhà gái
- Christopher and Mary Rhys-Jones[4]

### Các nhân vật Vương thất khác
- His Majesty The Sultan of Brunei[9]
- Her Majesty Vương hậu Anne-Marie của Hy Lạp[9]
- His Royal Highness Thân vương xứ Asturias[8]
- Their Royal Highnesses Vương tử Joachim của Đan Mạch và Vương tức Alexandra của Đan Mạch[8]

### Các khách mời quan trọng khác
- Anthony Andrews[8]
- John Cleese[4]
- Billy Connolly[4]
- Sir David Frost[8]
- Stephen Fry[4]
- Ruthie Henshall[4]
- Andrew Lloyd Webber[4]